# Пйотровиці (Лещинський повіт)
Пйотровиці (пол. Piotrowice) — село в Польщі, у гміні Свенцехова Лещинського повіту Великопольського воєводства.
Населення — 179 осіб (2011).
У 1975-1998 роках село належало до Лешненського воєводства.

## Демографія
Демографічна структура станом на 31 березня 2011 року:
|          | Загалом | Допрацездатний вік | Працездатний вік | Постпрацездатний вік |
| -------- | ------- | ------------------ | ---------------- | -------------------- |
| Чоловіки | 80      | 21                 | 50               | 9                    |
| Жінки    | 99      | 19                 | 60               | 20                   |
| Разом    | 179     | 40                 | 110              | 29                   |